# Winter Harbor
Winter Harbor és una població dels Estats Units a l'estat de Maine (EUA). Segons el cens del 2000 tenia 988 habitants.

## Demografia
Segons el cens del 2000, Winter Harbor tenia 988 habitants, 402 habitatges, i 278 famílies. La densitat de població era de 26,5 habitants/km².
Dels 402 habitatges en un 38,8% hi vivien nens de menys de 18 anys, en un 57,2% hi vivien parelles casades, en un 8% dones solteres, i en un 30,8% no eren unitats familiars. En el 25,6% dels habitatges hi vivien persones soles l'11,7% de les quals corresponia a persones de 65 anys o més que vivien soles. El nombre mitjà de persones vivint en cada habitatge era de 2,46 i el nombre mitjà de persones que vivien en cada família era de 2,95.
Per edats la població es repartia de la següent manera: un 29,4% tenia menys de 18 anys, un 9,3% entre 18 i 24, un 30,8% entre 25 i 44, un 18,4% de 45 a 60 i un 12,1% 65 anys o més.
L'edat mediana era de 31 anys. Per cada 100 dones de 18 o més anys hi havia 92,3 homes.
La renda mediana per habitatge era de 28.571 $ i la renda mediana per família de 32.750 $. Els homes tenien una renda mediana de 24.063 $ mentre que les dones 17.448 $. La renda per capita de la població era de 15.438 $. Entorn del 5,5% de les famílies i l'11% de la població estaven per davall del llindar de pobresa.